# 米奇·黑斯曼
米奇·黑斯曼（Mike Hessman，1978年3月5日—）是美國職業棒球選手，目前效力於底特律老虎，擔任一壘手。2014年6月30日，米奇·黑斯曼打破Ollie Carnegie於1945年保持的國際聯盟全壘打紀錄。
2015年，米奇·黑斯曼打破了1937年由巴茲·阿雷特（Buzz Arlett）所創下的小聯盟全壘打紀錄（432支），成為史上在小聯盟擊出最多全壘打的選手。

## 外部連結
- 球員資訊和成績在MLB，Baseball-Reference，The Baseball Cube，Baseball-Reference (Minors)（英文）
- Mud Hens page （页面存档备份，存于）
- Minor league baseball page （页面存档备份，存于）